# Hugh Latimer

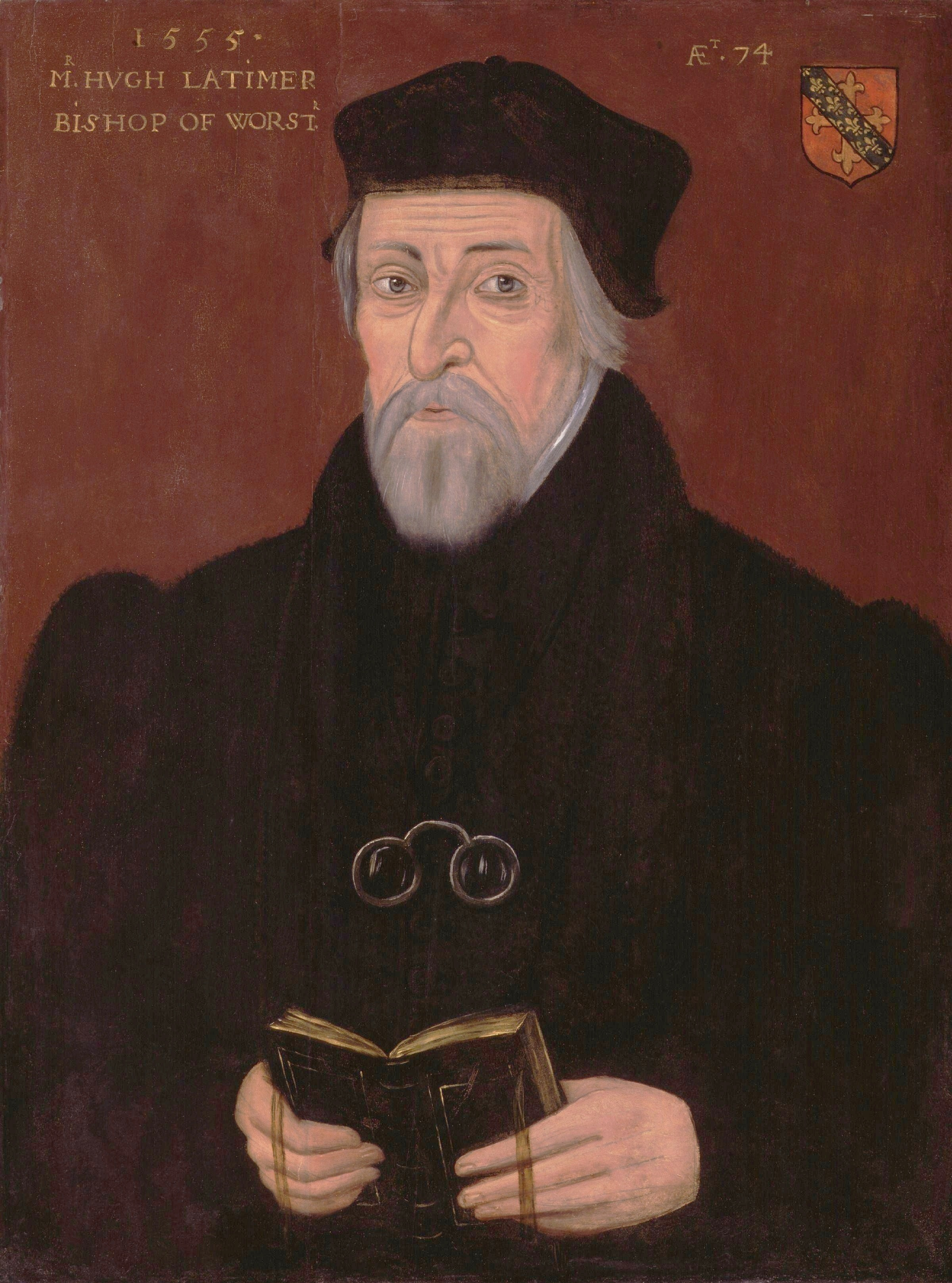
Hugh Latimer

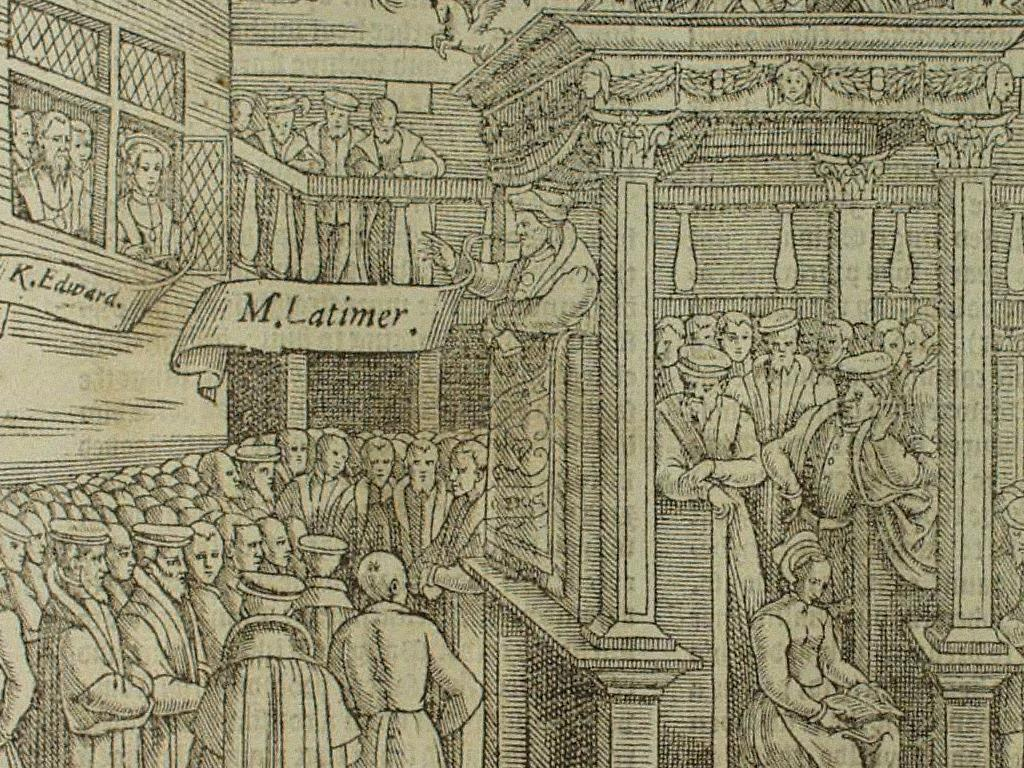
El obispo Latimer.

Hugh Latimer (Thurcaston, h. 1490 - Oxford, 16 de octubre de 1555) fue un teólogo protestante inglés.
Hijo de un agricultor, se formó en un colegio de Cambridge donde conoció a Thomas Bilney que le introdujo en las ideas de Lutero.
Predicó en la Universidad de Cambridge hasta 1522. Después fue obispo de Worcester y capellán de Enrique VIII de Inglaterra, por quien fue encarcelado en dos ocasiones (1539 y 1546). El 16 de octubre de 1555, por sus ideas religiosas, fue quemado en la hoguera en Oxford como hereje por orden expresa de María Tudor.